# Sigyn
Sigyn — корабль-музей морского центра Forum Marinum, трехмачтовый барк, построенный в 1887 году. В настоящее время пришвартован в устье реки Аура в городе Турку в Финляндии.

## История судна
Sigyn был построен в 1887 году в Гётеборге, Швеция. До Первой мировой войны использовался как торговый корабль для транспортировки древесины, угля, совершил несколько удачных рейсов через океаны.
В декабре 1913 года получил значительные повреждения в кораблекрушении, и был доставлен в док для ремонта. В результате ремонта парусное вооружение было изменено, и корабль стал баркентиной, что требовало меньшей команды для управления парусами. Кроме того, с корпуса была снята медная обшивка, и корабль стал использоваться для прибрежного плавания.
В 1927 году Sigyn был продан на Аландские острова, откуда был выкуплен фондом Академии Або в 1939 году для организации корабля-музея.

## Музейный экспонат
Музей постоянно поддерживается и ремонтируется. Предыдущий капитальный ремонт был проведен в период с 1998 по 2001 год, когда корпус судна был, например, широко восстановлен. Парковка, сделанная в 1970-х годах, была почти полностью обновлена. Нынешний слой - это в основном лиственница.
Фонд «Або Академия» и город Турку основали в 1993 году музейный корабль «Сигун». В 1994 году Сигун был оснащен собственным плавучим доком, который поддерживает корпус судна, когда он плавает в воде. Корабль был назван Локе. Локе и Сигун были отправлены на Аландские острова, где судна были отремонтированы в 1998-2001 годах. По словам экспертов, ремонт был очень своевременным, так как через несколько лет Сигун мог сломаться под своим весом.
На музейной парковке в Турку на берегу реки Аура части выставки «Форум Маринум» которая также включает в себя другие музейные корабли, такие как Финский Лебедь, Карелия и минный корабль  Кейхяссалми. Фонд, который владеет Сигуном, он не принадлежит Форуму Маринуму, у которого имеется свой собственный фундамент.
В последние годы судно круглогодично реконструировали от 2-х до 3-х  человек. Реконструкционные работы включали, среди прочего, ремонт носовой части и палубы.
«Сигун» отбуксировали на верфь Руйссало 8 мая 2018 для ремонта. Цель состоит в том, чтобы сделать новые корпуса и балюстрады, а также шарнирные детали. Корабль будет находиться в ремонте в течение двух лет. 